# Juan Pereda Asbún
Juan Pereda Asbún (ur. 17 czerwca 1931, zm. 25 listopada 2012) – generał armii boliwijskiej, polityk, minister przemysłu w latach 1973-1974 oraz spraw wewnętrznych w latach 1974-1977, naczelny dowódca lotnictwa od 1977 do 1978.
W 1978 wystartował w wyborach prezydenckich. Przed ogłoszeniem wyników wyborów dokonał zamachu stanu i przejął 21 lipca urząd prezydenta. Po kilku miesiącach został 24 listopada tego roku obalony przez wojsko pod wodzą Davida Padilli.